# Strešak
Strešak es un pueblo ubicado en el territorio de Vranje, en el distrito de Pčinja, Serbia.

## Superficie
Posee una superficie de 8,610 kilómetros cuadrados.

## Demografía
Hasta 2011 la población era de 65 habitantes, con una densidad de población de 7,549 habitantes por kilómetro cuadrado.